# The Rocker
The Rocker (full svensk titel The Rocker - Den Nakne Trummisen) är en amerikansk komedifilm från 2008, regisserad av Peter Cattaneo och skriven av Maya Forbes och Wallace Wolodarsky. Bland de skådespelare som medverkar i filmen är Rainn Wilson, Josh Gad, Teddy Geiger, Emma Stone, Christina Applegate och Jason Sudeikis.

## Handling
Filmen handlar om en trummis, Robert Fishman, alias Fish som spelar i ett 80-talsband från Cleveland kallat Vesuvius, från vilket han senare får sparken. Tjugo år senare arbetar han på ett trist kontor, på en avdelning som heter Zammit's Metal Racking tillsammans med två kollegor som är stora Vesuviusfans. En av hans kollegor köper en CD med Vesuvius och spelar den på kontoret, vilket leder till att Fish slår sönder stereon och får sparken. Senare dumpar hans flickvän honom, så han flyttar hem till sin syster Lisa och hennes man Stan och deras två barn.
Lisas son Matt är med i ett band som ska spela på skolbalen. När Matt och hans band ska repa i garaget så kommer deras trummis Jeremy med sin mamma, och Jeremy måste erkänna att han haft med sig haschkakor till spansklektionen och därför blivit avstängd från skolan. Medlemmarna i bandet Matt, Curtis, och Amelia söker efter en ny trummis, men hittar ingen.
Som en sista utväg får Fish, Matts morbror, spela med bandet. På skolbalen förstör Fish dock bandets framträdande, genom att spela ett trumsolo under en ballad. De andra medlemmarna säger att om Fish kan ordna en ny spelning till bandet så ska han få en andra chans att spela med bandet. Fish lyckas ordna en spelning, men den är i Indiana och dit får ingen av de andra medlemmarna åka. Fish stjäl sin syster Lisas bil, och Lisa kontaktar polisen. Det slutar med att Fish blir utsparkad från sin systers hus. Bandet får till slut en andra chans att spela på en liten klubb kallad "Daymond" och där blir de riktigt populära.

## Rollista (urval)
- Rainn Wilson
- Christina Applegate
- Josh Gad
- Teddy Geiger
- Emma Stone
- Will Arnett
- Fred Armisen
- Howard Hesseman
- Lonny Ross
- Jason Sudeikis
- Bradley Cooper
- Jon Glaser
- Jane Lynch
- Jeff Garlin
- Demetri Martin
- Pete Best
- Jane Krakowski